# جلوه‌های ویژه (فیلم)
«جلوه‌های ویژه» (انگلیسی: Special Effects (film)) یک فیلم به کارگردانی لری کوئن است که در سال ۱۹۸۴ منتشر شد. از بازیگران آن می‌توان به زوئی تامرلیس لوند اشاره کرد.